# Bernardo Alberto Houssay
Bernardo Alberto Houssay (Buenos Aires, Argentina 1887 - ídem 1971) fou un farmacèutic, metge i professor universitari argentí guardonat amb el Premi Nobel de Medicina l'any 1947.

## Biografia
Va néixer el 10 d'abril de 1887 a la ciutat de Buenos Aires, en una família d'origen francès. Va ser un jove prodigi; va cursar els estudis primaris en 2 anys i als 13 va acabar el batxillerat al Col·legi Nacional de Buenos Aires. Va estudiar farmàcia a la Universitat de Buenos Aires, on es va llicenciar el 1904 amb 17 anys, i posteriorment va estudiar medicina a la mateixa universitat, on va obtenir la llicenciatura l'any 1910. L'any 1908, quan era encara estudiant, va iniciar la seva tasca docent en el Departament de Fisiologia de la seva universitat.
El 1919 va ser nomenat catedràtic de Fisiologia a la Facultat de Medicina de la Universitat de Buenos Aires, on va organitzar l'Institut de Fisiologia, que va esdevenir un centre de referència internacional. El va dirigir fins a l'any 1943, en què la Junta Militar governant el va expulsar de la Universitat i de l'Institut de Fisiologia per haver expressat públicament que el país necessitava una democràcia real. Malgrat les ofertes que va rebre de l'estranger, va continuar treballant en un institut que ell mateix va fundar (Instituto de Biología y Medicina Experimental) amb el suport econòmic de la Fundació Sauberan i altres entitats. El 1955, un nou govern el va rehabilitar com a catedràtic de la Universitat. Entre els seus deixebles hi ha Luis Federico Leloir, que va obtenir el Premi Nobel de Química l'any 1970.
Houssay va morir el 21 de setembre de 1971 a la ciutat de Buenos Aires.

## Recerca científica
Investigador en molts camps de la fisiologia com el sistemes nerviós, digestiu, respiratori i circulatori. La seva contribució principal al món de la ciència fou la investigació experimental del paper del lòbul anterior de la hipòfisi en el metabolisme dels hidrats de carboni, especialment en la diabetis mellitus. Aquesta recerca va obrir nous camps d'estudi a l'endocrinologia moderna.
L'any 1947 fou guardonat amb la meitat del Premi Nobel de Medicina o Fisiologia pel descobriment de la influència del lòbul anterior de la hipòfisi en la distribució de la glucosa al cos, premi que compartí amb Carl Ferdinand Cori i Gerty Cori, per la seva recerca sobre la conversió catalítica del glicogen.
També va investigar sobre les toxines produïdes per les serps, aranyes i escorpins, així com la regulació endocrina de les secrecions del pàncrees.

## Reconeixements
Va rebre nombrosos doctorats Honoris Causa, condecoracions i era membre d'honor de moltes acadèmies i societats científiques. En honor seu s'anomenà l'asteroide (2550) Houssay descobert el 21 d'octubre de 1976 a l'Observatori Félix Aguilar, situat a la província de San Juan de l'Argentina.